# Anschlag auf die Mosel

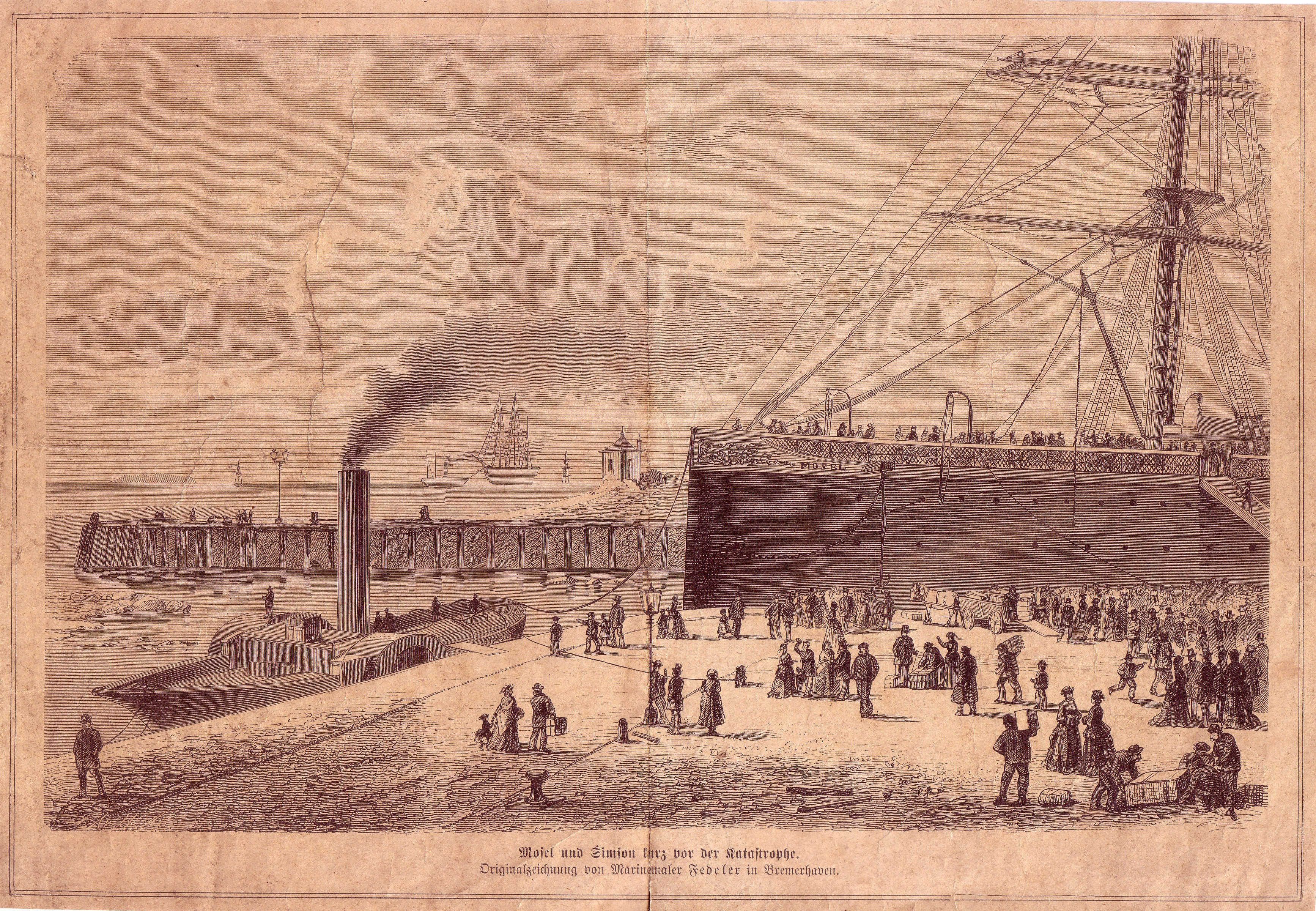
Die Simson und die Mosel kurz vor dem Bombenanschlag

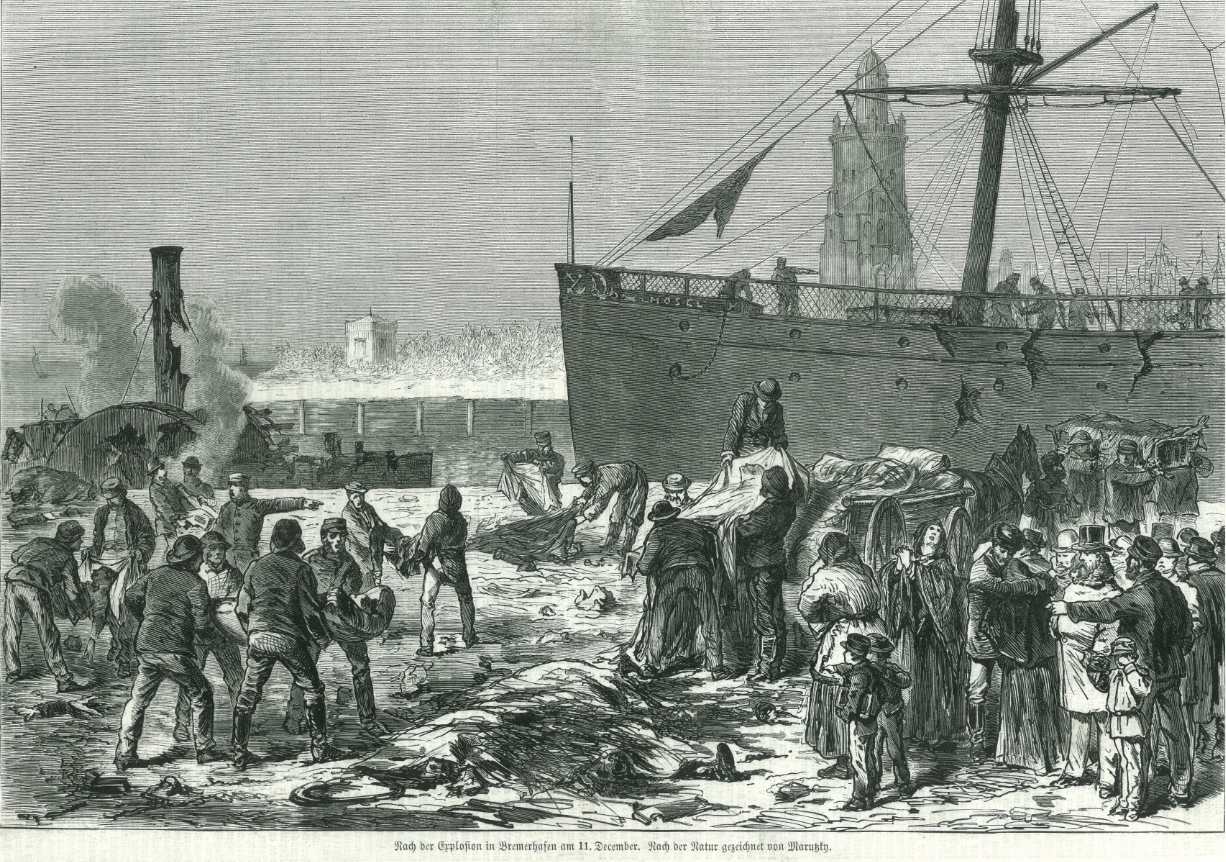
Die Szene kurz nach dem Bombenanschlag

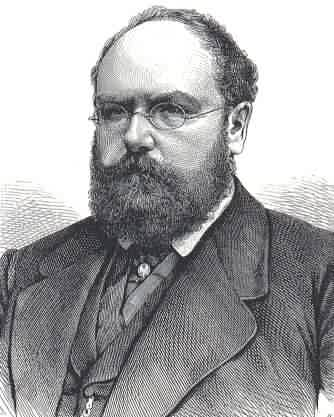
Der Täter Alexander Keith alias William King Thomas

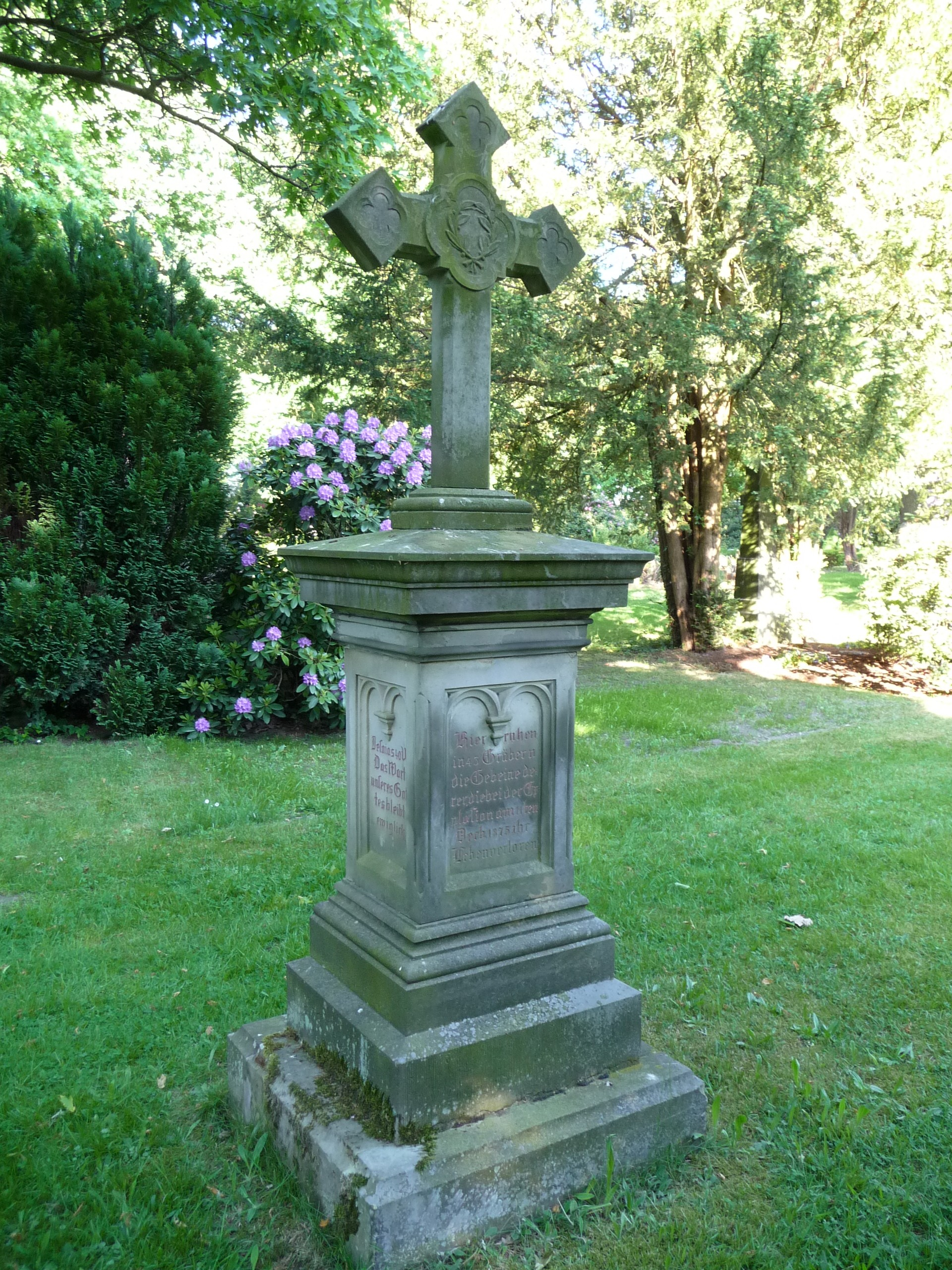
Grab der Opfer auf dem Wulsdorfer Friedhof

Der Anschlag auf die Mosel, auch als Thomas-Katastrophe bezeichnet, war ein Sprengstoffanschlag auf das Auswandererschiff Mosel als Teil eines geplanten Versicherungsbetrugs. Die für die Zeit der Überfahrt über den Atlantik vorgesehene Explosion erfolgte vorzeitig am 11. Dezember 1875 beim Beladen des Schiffs in Bremerhaven und forderte 83 Menschenleben und rund 200 Verletzte. Als Verursacher wurde nach einem Suizidversuch der kanadische Staatsbürger Alexander Keith jr. aus Halifax ermittelt. Er starb an den Folgen seines Suizidversuchs.

## Hergang
Das Dampfschiff Mosel war ein Auswandererschiff des Norddeutschen Lloyd aus Bremerhaven. Am 11. Dezember 1875 sollte es unter Kapitän Leist, der für den erkrankten Kapitän Hermann Neynaber eingesprungen war, zu einer Überfahrt nach New York ablegen, wobei vorgesehen war, in Southampton Schiffbrüchige der kurz zuvor gesunkenen Deutschland aufzunehmen. Die Passagiere kamen vorwiegend aus Süddeutschland und waren mit dem Zug angereist.
Nachdem die Fahrgäste im Neuen Hafen an Bord gegangen waren, wurde die Mosel von dem Bugsierschlepper Simson durch die Schleuse in den Vorhafen geschleppt. Dort legte sie noch einmal kurz an der Südermole an, um vor dem endgültigen Auslaufen letzte Frachtstücke und Passagiere an Bord zu nehmen. Der Kai war mit zahlreichen Schaulustigen und Abschiednehmenden gefüllt.
Als gegen 11 Uhr vormittags eines der letzten Frachtstücke, ein besonders großes und schweres Fass, von einem Fuhrwerk gehievt wurde, löste es sich vom Kran, schlug auf dem Kaipflaster auf und explodierte mit einer gewaltigen Feuersäule. Die Druckwelle der Explosion warf alles um, was sich auf dem Kai und den beiden Schiffen befand. Metall- und Holzsplitter flogen durch die Luft, im Bug der Mosel klaffte ein breites Loch und auf dem Kai blieb ein vier Meter tiefer Krater zurück.
„Eine pilzförmige Rauchsäule von annähernd 200 Metern Höhe stieg über den Hafen. Überall lagen schreiende und wimmernde Menschen neben Trümmern. Die ganze Pier war mit Ruß bedeckt. Es war wie der Vorhof zur Hölle.“ So berichtete ein Matrose, der die Szenerie von einem benachbarten Schiff aus beobachtet hatte. Wie sich später herausstellte, war der dumpfe Knall der Explosion noch „meilenweit“ im Land gehört worden. Die Bremerhavener Hauptstraße war von den Splittern zersprungener Schaufensterscheiben übersät.

## Der Täter
Gegen 17 Uhr, sechs Stunden nach der Explosion, hörte man Stöhnen aus einer Kabine der 1. Klasse und fand darin einen blutüberströmten Mann, den Passagier William King Thomas. Er hatte sich zwei Kugeln in den Kopf geschossen, aber überlebt. Die Vermutung, der Selbsttötungsversuch hänge mit dem Attentat zusammen, bestätigte sich: Thomas gestand die Tat am 16. Dezember.
Thomas hieß eigentlich Alexander Keith Jr. Er stammte aus Halifax in Ostkanada. Er war während des Amerikanischen Bürgerkriegs als Blockadebrecher und Agent für die Konföderierten aktiv und war schon früher in den Verdacht geraten, einen Sprengstoffanschlag verübt zu haben. Er musste 1864 aus seiner Heimatstadt fliehen, da er Geld veruntreut hatte, ließ sich in St. Louis (Missouri, USA) nieder, heiratete und bekam mit seiner Frau Cecelia vier Kinder. Auf der Flucht vor seinen Betrugsopfern kam er nach Europa, lebte für kurze Zeit in Wien, Linz und Leipzig und zog schließlich nach Dresden, wo er einen aufwändigen Lebensstil pflegte und in den besseren Kreisen der Gesellschaft verkehrte.
Bald hatte der spielsüchtige Keith erneut Geldprobleme und plante einen Versicherungsbetrug. 1873 gab er bei dem Turmuhrmacher Johann Ignaz Fuchs in Bernburg (Saale) ein Uhrwerk in Auftrag, das zehn Tage lautlos laufen und dann einen heftigen Hammerschlag auslösen sollte.
Nach dessen Fertigstellung im Jahr 1875 kaufte er bei der Dynamit-Fabrik Gebrüder Krebs & Cie. AG (Sitz in Köln-Kalk, Fabrik in Köln-Eil) dreizehn Zentner des Sprengstoffs Lithofracteur. Dabei behauptete er, er sei ein Bergwerksbesitzer aus Jamaika. Keith tarnte die Bombe als harmlose Fracht. Den Sprengsatz und weiteres, völlig wertloses Gepäck wollte er hoch versichert verschiffen.
Sein erster Versuch schlug fehl, weil die Bombe nicht detonierte. Bei einem weiteren Schiff wollte der Zahlmeister die Fracht nicht an Bord nehmen, ohne sie gesehen zu haben.
Auf der Mosel schien sein Plan jedoch aufzugehen. Keith beabsichtigte in Southampton von Bord zu gehen. Die Mosel sollte während der Überfahrt über den Atlantik explodieren und mit den etwa 400 Passagieren und Besatzungsmitgliedern an Bord untergehen. Keith wollte dann im Vereinigten Königreich die hohen Versicherungsgelder kassieren. Vermutlich löste der Aufprall des Fasses auf dem Pflaster des Kais den Zündmechanismus aus und führte zur vorzeitigen Detonation des mit Sprengstoff gefüllten Fasses.
Wohl aus Furcht vor Entdeckung und Bestrafung versuchte Keith, sich nach dem Scheitern seines Planes zu erschießen. An den dabei erlittenen schweren Kopfverletzungen starb er einige Tage später in einem Bremerhavener Krankenhaus. Die Kriminalpolizei konnte ihn vorher noch vernehmen.

## Die Opfer
Zwar schlug der ursprüngliche Anschlagsplan durch Zufall knapp fehl, dennoch starben 83 Personen durch die Detonation der Bombe, 6 davon an Bord der Mosel. Etwa 200 Menschen wurden zum Teil schwer verletzt und verstümmelt. Die Toten hinterließen 56 Witwen und 135 Waisen. Die 41 Bremerhavener Opfer wurden am 14. Dezember 1875 auf dem Bremerhavener Friedhof in Wulsdorf bestattet.
Der Anschlag, das bis dahin schwerste Sprengstoffverbrechen in Deutschland, erregte großes öffentliches Aufsehen und setzte eine Welle der Hilfsbereitschaft in Gang. Für die Hinterbliebenen der Opfer und die Verletzten wurden insgesamt etwa 450.000 Mark (nach heutiger Kaufkraft ca. 4.060.000 Euro) gesammelt.